# Bükühnen
Bükühnen war der Name eines Dorfs in Ostpreußen, dessen Ortsstelle nach 1945 in der russischen Oblast Kaliningrad (Gebiet Königsberg (Preußen)) lag und heute zum Munizipalkreis Rajon Bagrationowsk (Stadtkreis Preußisch Eylau) gehört.

## Geographische Lage
Die Ortsstelle Bükühnens liegt im südlichen Westen der Oblast Kaliningrad, 25 Kilometer nordöstlich der früheren Kreisstadt Heiligenbeil (russisch Mamonowo) bzw. 22 Kilometer nordwestlich der heutigen Rajonshauptstadt Bagrationowsk (deutsch Preußisch Eylau).

## Geschichte
Im Jahre 1437 wurde das damals Beykanen genannte Gutsdorf erstmals erwähnt. Nach 1437 hieß der Ort Boekinen, nach 1543 Bückühnen, nach 1785 Bikuhnen und nach 1820 Bükühnen.
Am 11. Juni 1874 wurde der Gutsbezirk Kükühnen in den neu gebildeten Amtsbezirk Kukehnen (russisch Ladoschskoje) im ostpreußischen Kreis Heiligenbeil eingegliedert. 1919 zählte das Dorf 37 Einwohner.
Am 30. September 1928 verlor der Gutsbezirk Bükühnen seine Eigenständigkeit und wurde mit den Nachbarorten Klein Klingbeck (kein russischer Name bekannt) und Korschellen (russisch Mitschurino) in die Landgemeinde Klaussitten (russisch ebenfalls Mitschurino) eingegliedert.
Mit dem gesamten nördlichen Ostpreußen kam Bükühnen 1945 in Kriegsfolge zur Sowjetunion. Doch bald danach verliert sich seine Spur. Wahrscheinlich wurde der Ort nicht mehr besiedelt, auch über eine russische Namensgebung oder die Zuordnung zu einem Dorfsowjet ist nichts bekannt. Bükühnen gilt offiziell als untergegangen. Seine Ortsstelle liegt heute im Bereich des Munizipalkreises Rajon Bagrationowsk (Stadtkreis Preußisch Eylau) in der Oblast Kaliningrad (Gebiet Königsberg (Preußen)) der Russischen Föderation.

## Religion
Bis 1945 war Bükühnen in das Kirchspiel der evangelischen Kirche Zinten (russisch Kornewo) in der Kirchenprovinz Ostpreußen der Kirche der Altpreußischen Union eingepfarrt.

## Verkehr
Die nicht mehr erkennbare Ortsstelle Bükühnens liegt westlich der Kommunalstraße 27A-089, die von Kornewo (Zinten) über Medowoje (Solnicken) nach Swetloje (Kobbelbude) führt. Wenige Kilometer nach Kornewo führt ein Abzweig in den Ort.